# Margarita Aliguer
Margarita Ióssifovna Aliguer (rus: Маргари́та Ио́сифовна Алиге́р), AFI mərɡɐˈrʲitə ɪˈosʲɪfəvnə ɐlʲɪˈɡʲɛr ( ? i  escolteu-ne la pronunciació en rus); 7 d'octubre [C.J. 24 de setembre] de 1915 a Odessa, llavors Imperi Rus-1 d'agost de 1992 prop de Moscou, Rússia) fou una poeta, bibliotecària, periodista i traductora russa i soviètica.

## Biografia
Va néixer a Odessa en una família de treballadors d'oficina jueus; el nom de la família real era Zeliguer (rus: Зейлигер). En la seva adolescència va treballar en una planta química. Del 1934 al 1937 va estudiar a l'Institut de Literatura Maksim Gorki.
Els temes principals de la seva poesia primerenca eren l'heroisme del poble soviètic durant la industrialització (Any de naixement, rus: Год рождения God rojdénia, 1938; Ferrocarril, rus: Железная дорога Jeléznaia doroga, 1939; Pedres i herba, rus: Камни и травы Kamni i travi 1940) i durant la Segona Guerra Mundial (Lírica, rus: Лирика Lírkika, 1943). El seu poema més famós és "Zoia" (1942), sobre Zoia Kosmodemiànskaia, una jove assassinada pels nazis. Aquest treball va ser un dels poemes més populars durant l'era soviètica. De 1940 a 1950, la poesia d'Aliguer es caracteritza per una barreja de versos optimistes semioficials (Muntanyes de Lenin, rus: Ленинские горы Léninskie gori, 1953), i poemes en què Aliguer tractava d'analitzar la situació al seu país d'una manera realista (La teva victòria, rus: Твоя победа Tvoia pobeda 1944-1945). El 1956, en una reunió de Khrusxov amb la intel·liguèntsia va amonestar els escriptors per interferir en el sistema polític. Cal fer notar que Aliguer fou l'única escriptora que va parlar contra ells en l'esdeveniment. Va ser després del seu retir que es va disculpar pel seu comportament.
 Aliguer va escriure nombrosos assajos i articles sobre literatura russa i les seves impressions de viatge (El camí al camp de sègol sobre la poesia i els poetes rus: Тропинка во ржи о поэзии и о поэтах Tropinka vo rji o poezii i o poétakh, 1980; Retorn a Xile: dos viatges, rus: Возвращение в Чили: два путешествия Vozvrasxénie v Txili: dva puteixéstvia, 1966).
Va destacar també com a traductora de diversos autors de literatura estrangera, entre d'altres d'Archibald MacLeish, Pablo Neruda, Edna St. Vincent Millay, Eduardas Mieželaitis, Hans Magnus Enzensberger, Desanka Maksimović, a més d'autors moderns de l'Azerbaidjan, Estats Units, Sèrbia, Uzbekistan i poetes d'Ucraïna. Pel seu treball de traducció va ser guardonada amb el Premi Internacional Pablo Neruda de l'APN, rus: международная премия АПН имени П. Неруды (1989).
El seu primer marit fou el compositor Konstantín Makàrov-Rakitin, que va morir al front prop de Iàrtsevo (óblast de Smolensk) el 1941, després de la mort del seu fill acabat de néixer (la seva filla Tatiana [1940-1974] va esdevenir poeta i traductora), una doble tragèdia que la va deixar devastada. A l'any següent va tenir un romanç amb l'escriptor Aleksandr Fadéiev. D'aquesta unió va néixer una filla, Maria, que es va casar amb Hans Magnus Enzensberger i va viure a l'estranger durant vint anys: tot d'una es va suïcidar en un atac de depressió severa el 6 d'octubre de 1991, poc després d'haver tornat de Rússia. El segon i últim marit d'Aliguer fou el cap adjunt del Departament de Cultura del Comitè Central del PCUS, l'escriptor i soldat Ígor Txernoutsan (1918-1990). Ella va sobreviure a tots els seus marits i fills. L'1 d'agost de 1992, Aliguer van morir en un accident després de caure en una profunda rasa prop de la seva datxa, situada prop del poble de Mitxurinets a la regió de Moscou. Està enterrada a Peredélkino amb les seves filles.